# Jessnitz (Fluss)
Die Jessnitz ist ein Fluss in den Türnitzer Alpen in Niederösterreich.
Die Jessnitz entsteht am Nordhang des Winterbacher Ötschers, eines Gebirgskammes südwestlich von Winterbach, aus mehreren Quellbächen, die westlich der Ortslage Untereierzeile zusammenfließen und in Richtung St. Anton an der Jeßnitz abfließen. Linke Zubringer sind der Bach von Akampenreith und der Übelbach, rechte der Kniebichlbach bei Kniebichl und nach dem Durchfluss von Sankt Anton der aus Wohlfahrtsschlag zufließende Bodingbach. Hier mündet an der linken Seite auch der vom Hochbärneck abfließende Reifgraben. Die Jessnitz mündet 2 Kilometer weiter bei Neubruck rechts in die Erlauf. Ihr Einzugsgebiet umfasst 36,8 km² in teilweise bewaldeter Landschaft.

## Name
Der Fluss wird im Jahr 1341 (aqua Geznitz) erstmals urkundlich genannt. Der Name leitet sich vom slowenischen Wort jesen für 'Esche' ab.
Während der Fluss gemäß der neuen Rechtschreibung Jessnitz geschrieben wird, wird im örtlichen Zusammenhang immer noch Jeßnitz (Jeßnitzbrücke, Jeßnitztal, Jeßnitzhof, St. Anton an der Jeßnitz) verwendet.